# Вулиця Зубрівська
Вулиця Зубрівська — вулиця в Сихівському районі Львова. З'єднує вулиці Зелену та Сихівську.
Свою назву отримала 1981 року.
Адресу № 1 має церква Івана Хрестителя УГКЦ, споруджена у 2000-х роках, № 9 — Сихівська районна державна адміністрація.
Забудова — 9-поверхова 1980-х років, 17-поверховий будинок 2007 року.